# 피에트랄라타역
피에트랄라타역(이탈리아어: Pietralata)은 로마 지하철 B선의 역이다. 이 역은 로마의 21번째 구역인 피에트랄라타 구역의 피에트랄라타 가에 위치해 있다. 역명도 거리 이름에서 따 왔다. 포르테 티부르티나와 아우토스트라다 A24가 근처에 있다.
이 역은 1990년 12월 8일 영업을 시작했다. 원래는 페로니아(이탈리아어: Feronia)라는 역명으로 알려져 있었는데, 역이 놓여질 자리에서 그리 멀지 않은 곳에 있던 동명의 거리 이름에서 따온 것이었다. 그러나 실제로는 그 역명을 현재 퀸틸리아니 역으로 알려진 역의 역명으로 쓰기로 결정했으며, 몇 달 뒤 대중에게 개방되기 전 현재의 역명으로 결정되었다.

## 시설
이 역에는 다음과 같은 시설이 있다.
- 엘레베이터
- 장애인 전용 승차시설
- 역 감시카메라 (CCTV)
- 에스컬레이터
- 매표소

## 역 주변
- 포르테 티부르티나
- 아우토스트라다 A24